# 星野、目をつぶって。
『星野、目をつぶって。』（ほしの めをつぶって）は、永椎晃平による日本の漫画作品。『週刊少年マガジン』（講談社）にて、2016年19号から2018年32号まで連載。略称は『星つぶ』（ほしつぶ）。

## あらすじ
小早川はクラス一の日陰者。休み時間は寝たふり、クラスメイトに名前を覚えられない、そんな中クラス一の人気者のギャル星野海咲の素顔を知ったことがきっかけでメイクの依頼を請け負うことになり、ドタバタに巻き込まれていく。

## 登場人物
小早川 瑠依（こばやかわ るい）
本作の主人公。感情表現は豊かだが人とかかわりを持たない根暗な青年でクラス一の日陰者。美術部所属で西村（にしむら）という親友がいる。寝たふりをして過ごし、クラスメイトに名前を覚えられずにいたが、海咲との出会いによって日常が変わり始める。
ある日、川に流されたネコを救出した際に、小早川自身が溺れてしまったが、謎の女性に救出される。実はその女性は、すっぴんの海咲であった。海咲のすっぴんを知ってしまったことにより、美術部顧問の弓削から海咲のメイクを依頼されたのだが、海咲の納得がいくメイクができない状態が続く。いじめを見ている野次馬達に活を入れ、退かせるなど勇気のある少年。
星野 海咲（ほしの みさき）
本作のヒロイン。8月29日生まれ。血液型はB型。生徒たちから人気の高いギャルで、莉穂のグループに入っている。同じ高校の美術教師・弓削とは歳が離れているが幼馴染みであり、彼女のことを「お姉ちゃん」と呼んでいる。中学デビューと同時に弓削にメイクをしてもらったことで、皆から注目を浴びて友達が増えるなど環境が一変したため、すっぴん姿の自分を知られたら友達が自分から離れていくのではないかという不安から、人前ですっぴん姿を見せることを頑なに拒んでいる。小早川との出会い、彼がネコを救出するために川に飛び込んだ後、すっぴんの状態で彼を救出したが、逆に自分であることを知られてしまう。そのことがきっかけで、弓削から小早川に自分のメイクを請け負うことになった。
すっぴん時の素顔は地味だが、ジャージを着ることで「ジャージ女」として人助けをしている。後述にもあるが身体能力が高く、バレー部の添島が退部をかけたレギュラー陣との試合や、野球部の高橋良太が同じ野球部の藤本と勝負をした際など、助っ人として活躍している。
松方 いおり（まつかた いおり）
小早川と同じ美術部所属の少女（漫画研究部と兼部している）。11月4日生まれ。血液型はAB型。莉穂のグループと敵対する加納グループにいじめの対象にされていたが、すっぴん時の海咲に助けられたことがきっかけで小早川達の協力者となる。小早川や弓削以外で海咲のすっぴん姿を知っている唯一の人物である。紛失した筆箱を探してくれたり、メイクをしてもらったことなどから次第に小早川を意識するようになり、海咲と小早川のやり取りに嫉妬する描写も見られる。また、格闘ゲームの腕前に優れ、よそ見をしながらもコンボを繋いで対戦相手を圧倒するほどである。後夜祭の後、漫画研究部と険悪になり退学にされかかるも、小早川のとりなしで事なきを得る。しかし、加納グループのいじめがきっかけで腹黒くなり、彼女らを罵倒した。
加納とは先述のいじめのせいで険悪だが、文化祭の後の後夜祭ですっぴんで遭遇した際、意気投合しているため、彼女のメイク時とすっぴん時では対応の仕方にキャップがある。
漫画を描く才能があり、人知れず描いては出版社に投稿、評価されたこともあり実力も認められていたが、大きく飛躍することができず、しばらく燻っていた。だが、小早川や星野と付き合っていく中で成長し、自分の殻を破り、最終的にはイジられていた加納とも心が繋がるまでになり、共に描いた漫画が特別連載になるまでになった。
目標に向かい、2年終了時に中退。
弓削 彩乃（ゆげ あやの）
小早川と松方が所属する美術部の顧問。1月22日生まれ。血液型はAB型。海咲の幼馴染で、海咲のことを「みーちゃん」と呼んでいる。小早川に海咲のメイクを依頼するまでは、海咲のメイクを中学校入学時からずっと施していた（海咲自身のメイクの腕前が壊滅的なため）。「美人で・何でも出来て・話が面白い」ため、男女問わず生徒からの人気が高い。小早川が腹いせのために描いた『ムカつく奴らの似顔絵』の中にメイクをした海咲の似顔絵を見つけ、その描写の上手さに感銘を受けたことがきっかけで、小早川に海咲のメイクを依頼する。また、松方が小早川に好意を抱いていることを見抜くなど、人の心の機微にも敏感である。
昔（海咲の中学校入学時）は絵画展入選を目指して職に就かず創作活動に没頭し、出展しては落選を繰り返す日々を送っていた。当時の弓削はヘビースモーカーであり、現在も喫煙している。この当時の海咲から「お姉ちゃんが学校の先生になれば、ずっとあたしを見てられる（海咲のメイクが崩れても直せる）じゃん！」と言われたことがきっかけで、美術教師を志すこととなる。海咲が高校2年になった夏に学校を退職する決意を固めるが、海咲を納得させるため2人で逃避行するも、小早川と高橋の説得により海咲の誕生日に帰還後、海咲を小早川たちに託し退職表明したのちに学校を去った。
榊 莉穂（さかき りほ）
海咲が所属するグループのリーダー。以前に比べて海咲の付き合いが悪くなったため、海咲といい雰囲気になっている小早川をライバル視している。雪姫（ゆき）と石橋（いしばし）も彼女のグループに所属している。
添島 冴子（そえじま さえこ）
小早川のクラスメイトで、女子バレーボール部所属。ポジションはWS（ウイングスパイカー）。バレーの実力はレギュラーの先輩よりも突出して優れているのだが、女子バレー部に根付いている理不尽な決まり事（放課後に先輩とお茶をしなければいけない、タオルはお揃いの物にしなければいけない等）が気に食わず従わなかったために、レギュラーから外されていた。小早川が心の傷を克服した松方いじめの件で小早川が野次馬に向かって「他人の正しさに、間違いに乗っかってんじゃねえ！」と叫んだ言葉にグッと来た一人である。松方いじめの件がきっかけで「ジャージ女（海咲）」の存在と彼女の身体能力の高さを知り、部の理不尽な決まり事に従っている親友の綾香（あやか）のためにレギュラーに復帰したいと思い、ジャージ女に助っ人に入ってほしいと小早川に相談した。勝てば冴子のレギュラー復帰・負ければ冴子の退部を賭けたレギュラー陣との試合（レギュラー陣6人対海咲・冴子の2人という圧倒的に冴子不利なもの）を通じて無事レギュラー陣に勝つことができたが、試合での冴子のひたむきな姿に心を打たれた綾香が先輩レギュラー陣から手を引いて冴子の側に付いたため、冴子は退部を免れたものの後日談としてレギュラーには復帰できず3年生全員がレギュラーとなってしまったことが小早川の口から語られた。文化祭では実行委員を務めており、綾香が木春がライブをやると発言したことで木春のストーカー事件の首謀者に身内がいることを知ったことで、解決に貢献した。
加納 愛那果（かのう まなか）
莉穂のグループと敵対するグループのリーダー。4月9日生まれ。血液型はAB型。メンバーと共に松方をいじめていたが、すっぴん時の海咲に成敗され停学処分される。その後、すっぴん時の海咲と遭遇するが、小早川によって逃げられてしまい、警察に補導された。停学明けの時、松方とぶつかってしまったことで野次馬の目の前でいじめを行うも、海咲にまたしても阻止され、逆に野次馬たちから物を投げつけられたり、ヤジられるいじめを受けていたところを小早川に助けられる。この件がきっかけで小早川に好意的になるが、莉穂たちと話しかけていることに不堪に感じた仲間に裏切られたことで小早川にすっぴんを明かしてしまう。そのせいで、自分がメイクしているときのみ松方とは仲が悪い。
実は小学校時代に小早川と仲良くなった男の子の正体。当時は服装や言葉遣い、振る舞いが男っぽかったことや休み時間に男子とボール遊びしたりバレンタインの時には誰よりも多くチョコをもらっていたため、小早川をはじめとした児童たちから女の子としてみていなかった。いじめが原因で別の学校へ転校し過去と決別するためガングロギャルへと化したことが明かされた。
文化祭では焼きそばの出店を担当していたが、後夜祭のミス粧之浦コンテストで化粧に四苦八苦する海咲の代わりにすっぴんの状態で飛び入り参加し無事ミス粧之浦に選ばれた。その後、すっぴんのまま松方と遭遇し意気投合した。大学生のフリをしている際の愛称は「まなぴー」で、敵対している松方とは「まなぴー」の時には通じ合っている。
高橋 良太（たかはし りょうた）
小早川のクラスメイトで、野球部のエース。社交的で男女問わず人気があり、学業成績も良く（中間テストでは学年247人中8位）、友達も多く、相談を持ちかけられることも多いなど小早川とはあらゆる面が正反対のため、小早川には良く思われていない。添島と同様に、松方いじめの件での小早川の言葉に感銘を受けた一人であり、その件を契機に小早川に積極的に話しかけるようになった。当時の草野球仲間で同じ野球部のエースの藤本（ふじもと）に好意を持ったことを小早川に相談を持ちかけるが、当時の草野球仲間で野球部のマネージャーの辻浦めぐみ（つじうら めぐみ）が告白したことで自ら身を引いた。
鍔生 木春（つばき こはる）
小早川と海咲の後輩でアイドルグループ「スターリリーズ」のセンター。スタリリ内ではこはるんの愛称を持つ。3月18日生まれ。血液型はB型。添島や高橋同様、松方いじめの件での小早川の言葉に感銘を受けた一人で、小早川と同じ根暗な性格をしている。ジャージ女に文化祭で起こるストーカー事件を解決させるため、海咲の元へ向かうが、学校で飼っていたウサギが、ストーカーから送られた手紙を食べられたため、手始めとしてウサギの捜索をするも、当のウサギが体調を崩し動物病院に診断を受けたことで手始めが解決される。メインのストーカーの件では、小早川・西村・冴子の尽力により、実行委員会の一部の陰謀であることが判明し無事解決したが、西村の余計な行動がきっかけで体育館のステージに立つことができた。
小野寺 篤（おのでら あつし）
小早川と海咲の先輩で体育祭では応援団長を務める不良。
実は小早川が遭遇した不良の正体で、過去に幼馴染だった橘（たちばな）と相思相愛だった。体育祭で海咲に告白すると小早川に宣言したことで彼をライバル視するようになった。宣言通り海咲に告白するも、振られたことで救われた。
小宮 涼子（こみや りょうこ）
小早川と海咲と同学年の女子で、小早川のバイト先のバイトリーダーを務める。実は、男子を誘惑して性行為を平気でする魔女。

## 書誌情報
- 永椎晃平『星野、目をつぶって。』 講談社〈講談社コミックスマガジン〉、全13巻
  1. 2016年7月15日発売[1]、ISBN 978-4-06-395706-8
  2. 2016年9月16日発売[2]、ISBN 978-4-06-395766-2
  3. 2016年11月17日発売[3]、ISBN 978-4-06-395797-6
  4. 2017年2月17日発売[4]、ISBN 978-4-06-395868-3
  5. 2017年4月17日発売[5]、ISBN 978-4-06-395914-7
  6. 2017年6月16日発売[6]、ISBN 978-4-06-395957-4
  7. 2017年8月17日発売[7]、ISBN 978-4-06-510114-8
  8. 2017年11月17日発売[8]、ISBN 978-4-06-510358-6
  9. 2018年1月17日発売[9]、ISBN 978-4-06-510760-7
  10. 2018年3月16日発売[10]、ISBN 978-4-06-511244-1
  11. 2018年5月17日発売[11]、ISBN 978-4-06-511415-5
  12. 2018年7月17日発売[12]、ISBN 978-4-06-511798-9
  13. 2018年9月14日発売[13]、ISBN 978-4-06-512606-6